# Fabio Chigi Saracini

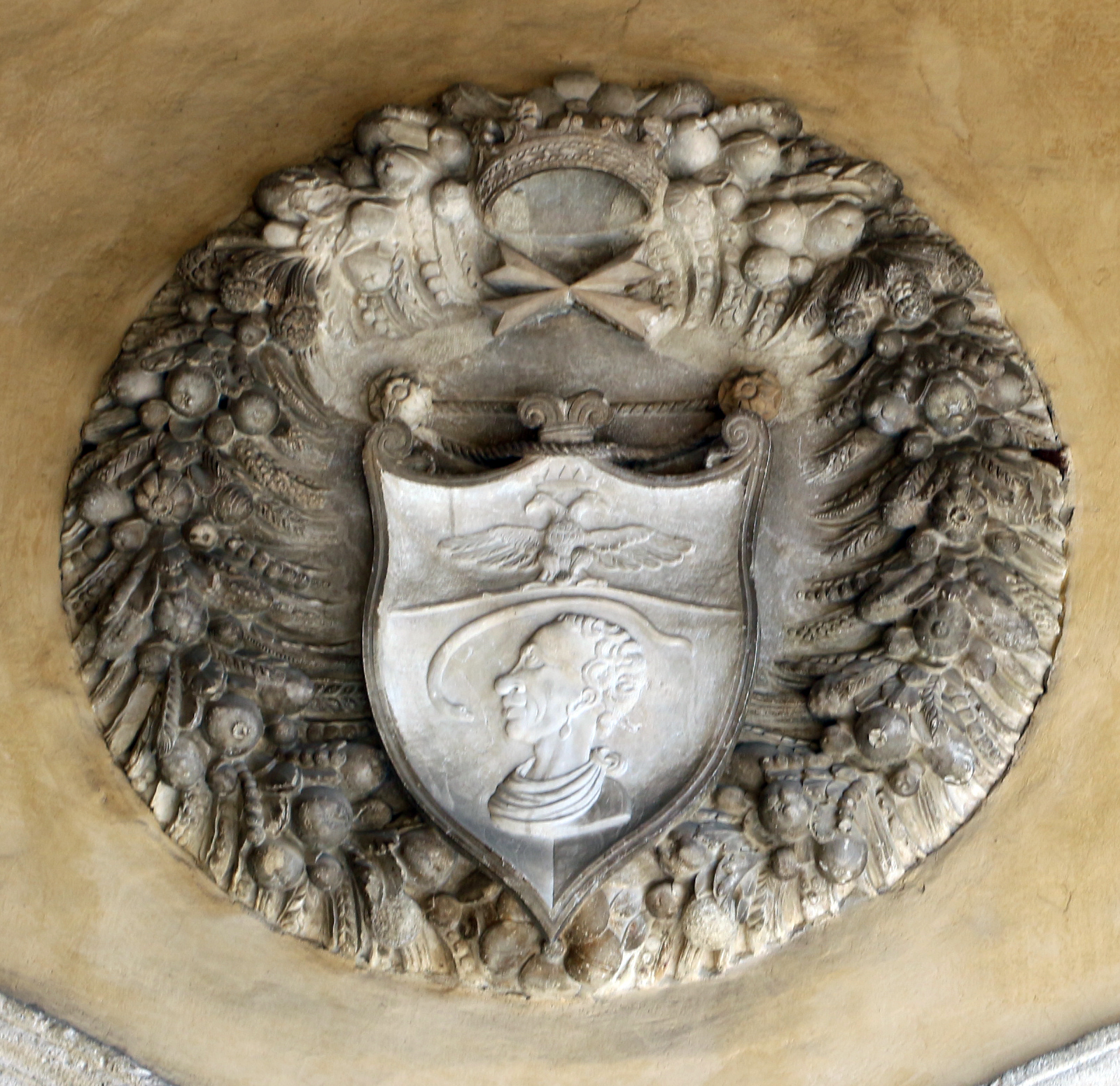
Siena, Palazzo Chigi Saracini Lucherini, cortile, stemma dei Saracini

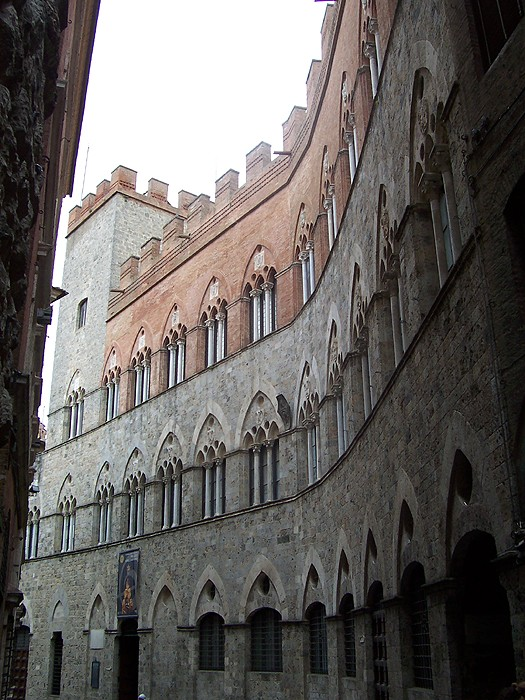
Siena, Palazzo Chigi Saracini Lucherini

Fabio Chigi Saracini (Siena, 25 dicembre 1849 – Castelnuovo Berardenga, 18 ottobre 1906) è stato un nobile italiano.

## Biografia
Fabio Chigi, secondogenito di Carlo Corradino (1802-1881) e di Violante Camaiori, nacque a Siena la notte di Natale del 1849, quando suo zio materno Alessandro Saracini Lucherini tornava dalla prigionia. Fabio si interessava di agricoltura e introdusse innovazioni tecniche nei suoi possedimenti agricoli. Amava e collezionava l'antica pittura senese. I coniugi Chigi ebbero altri tre figli: Francesco (1842-1899), Maria (n. 1845), Antonio (n. 1854). Carlo Corradino fu ufficiale di Marina, governatore dell'Elba e poi senatore del Regno.
Tra i giovani volontari toscani che avevano combattuto a Curtatone nel 1848, c'erano due rampolli di antiche casate senesi: Carlo Corradino Chigi e Alessandro Saracini Lucherini. Erano amici, ma anche imparentati, perché avevano sposato due sorelle. Il Chigi nel combattimento perse una mano, il Saracini fu fatto prigioniero.
Alessandro Saracini Lucherini, che dalla moglie Anna Camaiori non aveva avuto figli, scelse come suo erede universale il nipote Fabio Chigi, a patto che assumesse anche il cognome Saracini. Alla morte di Alessandro Saracini Lucherini, nel 1877, un immenso patrimonio, stimato allora alcuni milioni, passò nelle mani di Fabio Chigi che cambiò il cognome in Chigi Saracini. Dalla eredità furono esclusi sia gli altri figli di Carlo Corradino, sia i nipoti Camaiori. Nella eredità erano compresi il palazzo Chigi Saracini Lucherini a Siena, in via di Città, e la villa Saracini a Castelnuovo Berardenga con pascoli, boschi e vigneti. 

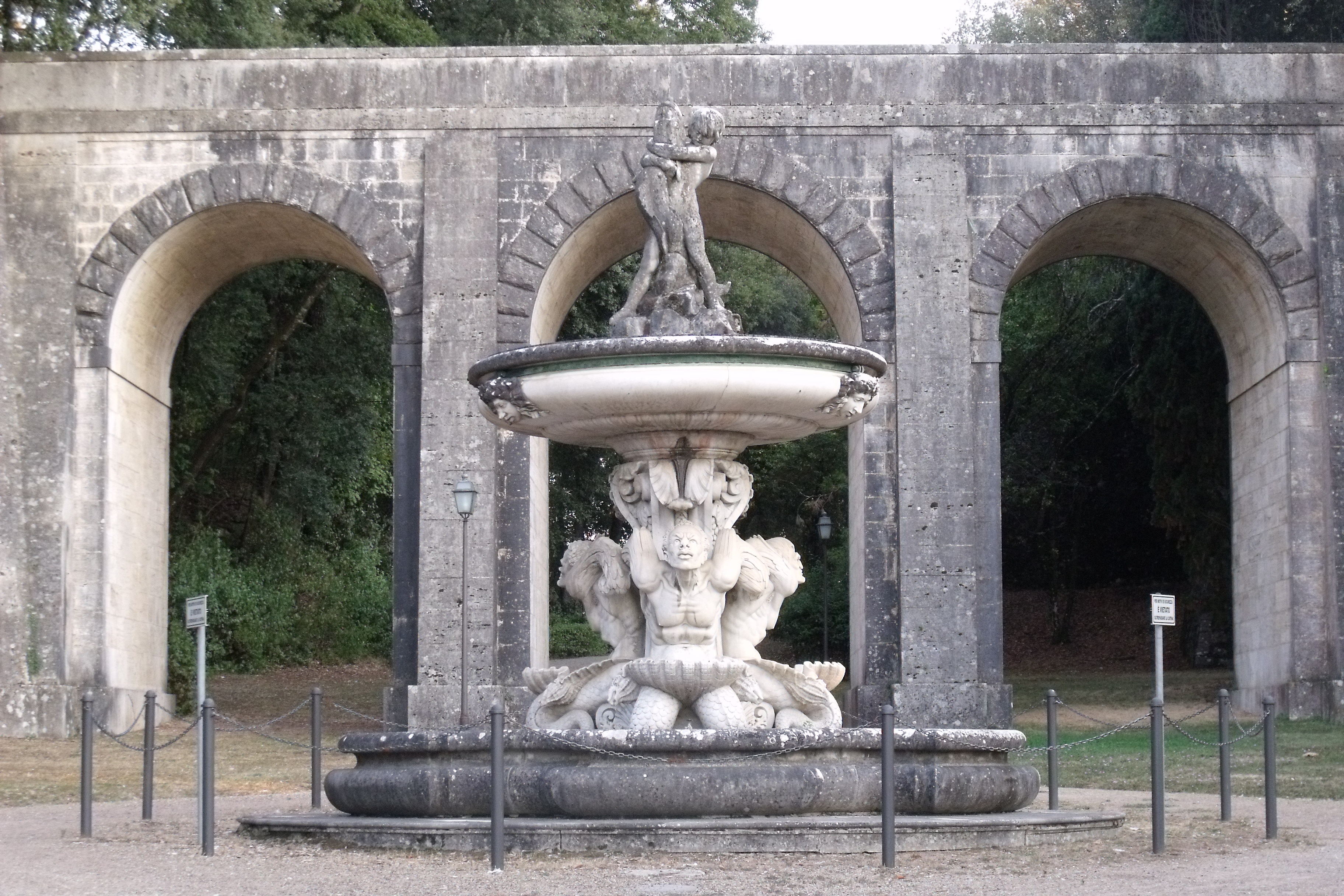
Tito Sarrocchi, Fontana a Villa Chigi Saracini a Castelnuovo Berardenga

Fabio aveva un carattere aspro e viveva in modo riservato e austero. Aveva in testa una sorta di oligarchia aristocratica che cozzava contro la crescente ideologia socialista che a Siena guadagnava terreno. Esprimeva totale fedeltà alla dinastia Sabauda ed era critico verso il governo liberale di Giolitti. Amava i suoi Sassetta su fondo oro, di cui possedeva una collezione. Sosteneva le spese per il culto della Cappella Chigi nel Duomo di Siena e di quella Saracini nella chiesa a Castelnuovo Berardenga. Possedeva l'antica casa Chigi, in via Camollia, dove abitava gratuitamente suo fratello Antonio. Deteneva azioni della rivista fiorentina Il Regno di Enrico Corradini. Fu consigliere del Comune di Siena, consigliere provinciale dal 1889 al 1901, eletto nel mandamento di Poggibonsi e membro della Deputazione provinciale.

### Il testamento
Fabio Chigi Saracini si espresse chiaramente nel testamento, redatto il 25 dicembre 1903, davanti al notaio Pollini.
Sulla busta che conteneva il testamento, Fabio Chigi Saracini infatti scrisse: «Lo Stato, o peggio il Comune, coll'enorme pressione tributaria che assorbe, distrugge, contrariamente ad ogni elementare principio di sana (e non Giacobina) economia e di giustizia sociale, toglie ai cittadini i mezzi onde compiere ciò che sarebbe loro dovere. Il quale dovere si riversa evidentemente nello Stato o nel Comune, possedendo essi i mezzi che hanno tolto ai Cittadini. Cesare collettivo, più deleterio del Cesare individuo, specialmente perché irresponsabile.» 

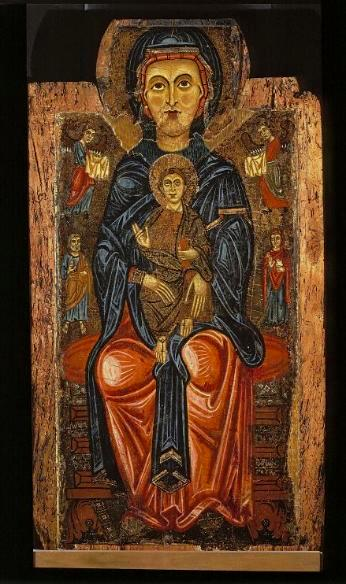
Maestro di Tressa, Madonna Chigi Saracini

L'erede universale di Fabio Chigi Saracini era indicato con queste precise parole: «Lascio ed istituisco Erede Universale, cioè di tutti i miei beni immobili, senza alcuna riserva o eccezione, il mio Nipote Guido Carlo Chigi, figlio di mio fratello Antonio, con l'obbligo di esso mio Erede universale di aggiungere al cognome paterno Chigi degli Useppi, quello altresì di Saracini Lucherini, onde il desiderio del mio benefattore Cav. Alessandro Saracini Lucherini di felice memoria abbia compimento.» Continuava il testamento: «A detto mio erede Guido Carlo, lascio per obbligo di tenere nella mia casa in via Camollia un quartiere provveduto di Mobilia, per uso gratuito di abitazione per mio fratello Antonio, vita natural durante.» Raccomandava ancora all'erede di stabilire «il suo ordinario domicilio in Siena, a meno che non sia costretto ad andarsene dalle tirannidi democratiche, come avveniva nel medioevo, all'epoca sciagurata dei Comuni, epoca disastrosa per l'Italia.» Al cugino Giuseppe Camaiori lasciava un fucile a retrocarica senza cani, con la cassetta foderata di bizantina celeste. Al cugino Giulio Terrosi lasciava un paesaggio con cacciatori, di cui uno ritratto mentre sta sparando col fucile.

### Guido Chigi Saracini Lucherini
Il giovane Guido, che aveva studiato Composizione a Firenze, aveva sposato il 25 aprile 1905, a Milano, Bianca Kaschmann, figlia del famoso baritono istriano Giuseppe Kaschmann e della cantante Emma Vicentini. Guido fu così introdotto nel magico mondo del teatro lirico e conobbe compositori e direttori d'orchestra, cantanti e scenografi, danzatori ed editori musicali. La famiglia senese dei Chigi (a parte Fabio Chigi Saracini) negli ultimi anni aveva quasi esaurito un immenso patrimonio; esaurito quasi anche il lascito di Fausta de' Conti Benedetti, moglie di Lino degli Useppi, che aveva fatto testamento a favore dei nipoti Rolando e Carlo Corradino Chigi, lasciando loro terre e case in Lunigiana.

### In quattro, contro una lepre
Alle 13 e 20 del 18 ottobre 1906 il conte Piero Busatti, prosindaco di Castelnuovo Berardenga, telegrafò al pretore di Siena che durante una partita di caccia il conte Fabio Chigi Saracini Lucherini era morto in un incidente. Seguì il telegramma del brigadiere Ronchetti, con più dati: «Brigata Busatti Pietro, Piccolomini Emilio, Ponticelli Guglielmo, Chigi Guido, Chigi Fabio. Passaggio lepre sparando diversi colpirono accidentalmente Fabio Chigi fianco destro, rimanendo quasi istante cadavere che stessi trasportarono vicina casa colonica.»

### La notizia sui giornali
"La Vedetta Senese" del 18-19 ottobre 1906 mise la notizia in terza pagina: il conte era intervenuto ad una partita di caccia a Castelnuovo Berardenga, nella tenuta di Piero Busatti. 

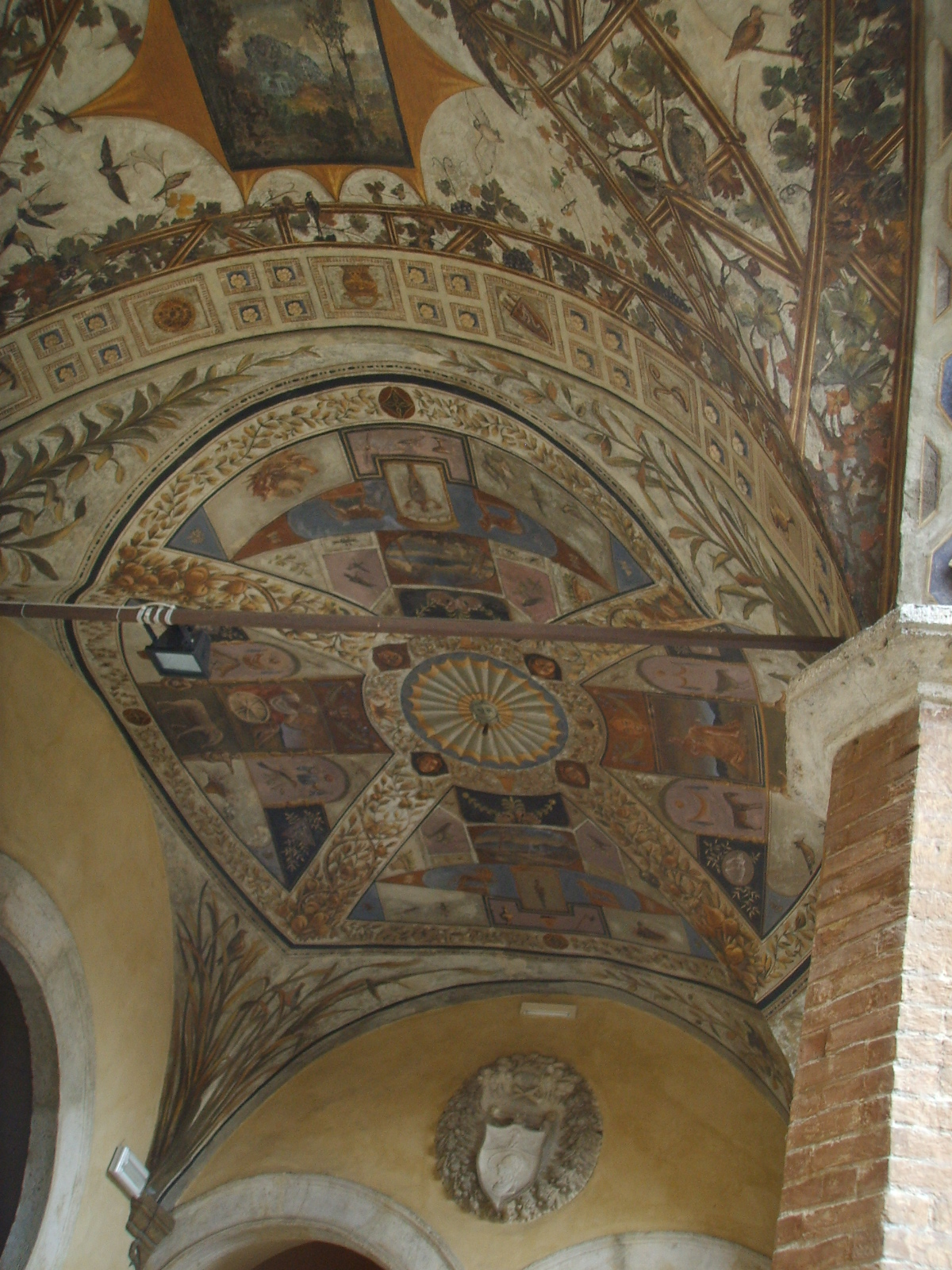
Siena, palazzo Chigi Saracini Lucherini, cortile interno, affreschi di Giorgio di Giovanni

"La Nazione" stampò la notizia nel numero del 18-19 ottobre: al passaggio di una lepre, a Castelnuovo Berardenga, in località Terrarossa, alcuni cacciatori avevano sparato contro una lepre, uccidendo accidentalmente il conte Fabio Chigi Saracini.
Il "Corriere italiano" del giorno successivo aggiunse qualche notizia sul conte Fabio: oltre a varie cariche era Priore della Contrada dell'Istrice. Concludeva: «Non si è potuto stabilire chi sia l'involontario uccisore.»
Negli anni in cui Fabio Chigi Saracini ne era stato Priore, la Contrada dell'Istrice aveva vinto quattro volte il Palio.
Il 19-20 ottobre "La Nazione" tornava ampiamente sull'accaduto: «Fabio Chigi Saracini si era chinato per afferrare l'animale. Data la breve distanza di cinque o sei metri, la carica, benché a pallini, è rimasta compatta producendo una ferita larga quanto uno scudo e andando a colpire il fegato.» Tra i cacciatori c'era il medico condotto Bargellini che era distante e che, accorso, constatò la morte del conte.

### Il processo
Nel rapporto del pretore Diligenti si evidenzia che il conte Fabio, spostandosi per afferrare la lepre che credeva ferita, si trovò davanti le canne del fucile del Busatti.
L'udienza del processo ebbe luogo il 22 dicembre 1906. La sentenza, che fu emessa il 16 gennaio 1907, scagionava Piero Busatti che «per imprudenza cagionava la morte del conte Fabio Chigi, da lui colpito in vece d'una lepre, mentre tra lui e la lepre fuggente stava la persona del conte. Assolto per inesistenza di reato. Non deve farsi la parcella.» Gli fu restituito il fucile.

### La cappellinain memoriam
A Castelnuovo Berardenga, in località Terrarossa, lungo una stradina di campagna che da una casa colonica porta verso un boschetto, sorse una cappella neogotica, su disegno dell'architetto Canestrelli, nel punto esatto dove il conte Fabio Chigi Saracini era stato colpito a morte. Il 21 novembre 1908 il giovane conte Guido Chigi Saracini aveva acquistato da Piero Busatti un fazzoletto di terra, metri 14 x 19, per poter erigere questa cappella.

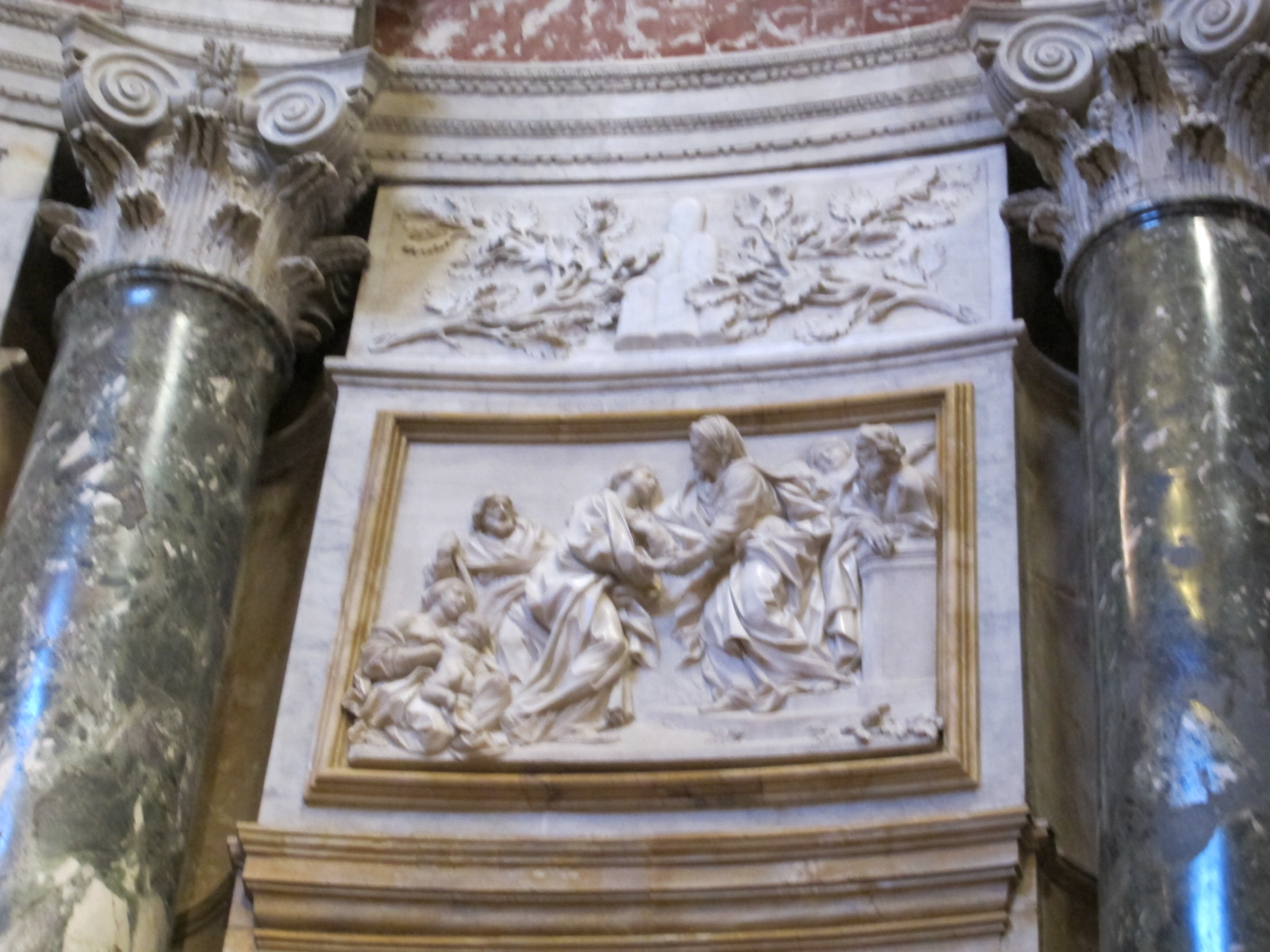
Filippo Della Valle, Visitazione, Cappella Chigi (Duomo di Siena)

All'interno, sopra la porta, si legge questa dedica:
«SACELLUM HOC QUOD SUB ARA CLAUDIT IN QUO COMES FABIUS CHISIUS DE SARACENIS DIE XV KALENDAS NOVEMBRES ANNO MCMVI IN VENATORIO LUDO FORTUITO IGNI NOMAE BALISTAE PLACA PERCULSUS INOPIAM ATROCEMQUE MORTEM MISERE OPPETIT GUIDUS CHISIUS NEPOS ET HAERES AD INTERNECIONIS PIACULUM ET AD REI MISERANDAE MEMORIAM PERDOLENS FONDITUS ERIGI JUSSIT CONVENTIQUE PERACTA CUM PETRO DE BUSATTIS NOBILI VIRO FUNDI DOMINO QUA SUI SUORUMQUE PERPETUO JURE QUOD NULLO MODO UNQUAM ALIENUM FIERE POSSIT SACELLUM ET QUANTUM ACRI EST NECESSARIUM AD DECUS ET TUTELAM SACRI CONTRA VASTATIONES FACTA SUNT QUAEQUE LIBER ADITUS A VIA PUBBLICA USQUE HUC EST PATEFACTUS»